# بوردنتاون (نیوجرسی)
بوردنتاون (به انگلیسی: Bordentown) شهری در ایالت نیوجرسی کشور ایالات متحده آمریکا است که جمعیت آن در سرشماری سال ۲۰۱۰ میلادی، ۳٬۹۲۴ نفر بوده‌است.